# Gina V. D’Orio

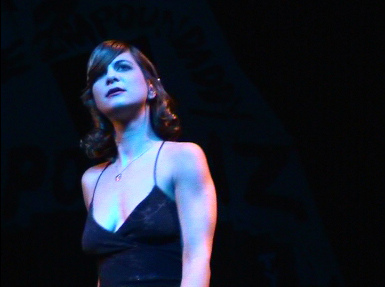
Gina V. D’Orio, 2007

Gina V. D’Orio (* 23. September 1976 in Berlin als Gina Vaporjieff-D’Orio) ist eine deutsche Musikerin und Produzentin. Sie spielte bei den Bands Lemonbabies, Throw That Beat in The Garbagecan!, EC8OR und ist Mitglied von Cobra Killer.

## Leben und Werk
Nachdem D’Orio bei den Lemonbabies 1992 ausgestiegen war, nahm sie mit der Indieband Throw That Beat in The Garbagecan! das Album Superstar auf und ging auf Welttournee. 1995 gründete Gina D’Orio mit Patric Catani (unter anderem Candie Hank, The Puppetmastaz) die Band EC8OR. Zwischen 1995 und 2001 nahm die Band vier Alben auf, die sie unter anderem in Japan und den Vereinigten Staaten veröffentlichte und ging weltweit auf Tour. Die beiden ehemaligen EC8OR-Mitglieder kollaborieren noch immer, unter anderem unter dem Namen A*Class.
1998 gründete Gina D’Orio mit Annika Line Trost (ehemaliges Mitglied von Shizuo) die Band Cobra Killer, die bisher fünf Alben bei unterschiedlichen Labels veröffentlichte (Digital Hardcore Recordings, Monika Enterprise, Valve). Mit dem Niederländer Like A Tim produzierte D’Orio das 2004 veröffentlichte Minialbum Bass Girl, auf dem Songs der 1960er Jahre gecovert werden. Im gleichen Jahr erschien ihr Soloalbum Sailor Songs. Sie ist beteiligt an diversen Theater- und Hörspielprojekten.
Für den Hörfunksender Reboot FM (UKW 88,4 MHz in Berlin & 90,7 MHz in Potsdam und Brandenburg) moderiert und produziert Gina D'Orio seit 2020 monatlich die Sendung Radio D'Orio.

## Diskografie

### Solo
- 2004: Like A Tim & Gina V. D'Orio - Bass Girl (Like Records)
- 2004: Gina V. D’Orio - Sailor Songs (dualpLOVER)

### Mit Throw That Beat!
- 1994 Superstar (Electrola)

### Mit EC8OR
- 1995: Ec8or (Digital Hardcore Recordings)
- 1996: AK-78 (Digital Hardcore Recordings)
- 1996: Cocaine Ducks (Grand Royal, Digital Hardcore Recordings)
- 1996: Spex Is A Fat Bitch (Digital Hardcore Recordings)
- 1997: All Of Us Can Be Rich... (Grand Royal)
- 1997: Discriminate (Against) The Next Fashionsucker You Meet - It’s A Raver (12")  Grand Royal
- 1997: Until Everything Explodes (CD, Maxi)  Digital Hardcore Recordings (DHR)
- 1998: World Beaters (CD)  Digital Hardcore Recordings (DHR)
- 2000: Dynamite (CD, Maxi)  Digital Hardcore Recordings (DHR)
- 2000: Gimme Nyquil All Night Long / I Won’t Pay (7")  Digital Hardcore Recordings (DHR)
- 2000: The One And Only High And Low (CD)  Digital Hardcore Recordings (DHR)
- 2023: Miete Strom Gas Rmx für Die Türen (D'Orio / Hank rmx Gaspillage)

### Mit Lost Treasures
- 2003: Lost Treasures (CD) Make Some Noise, Audio Chocolate
- 2003: Nixxon Flash (7") Make Some Noise, Audio Chocolate

### Mit Disco Cabine
- 2005: Gina D’Orio and Mark Boombastik - Lasso Legs / on Disco Cabine

### Mit A*Class
- 2005: Ain’t no Future but our Future (Nneon Records)
- 2008: Nightmare at the discotheque - *  I Regret Not Having Kissed You released by Dokidoki

### Mit Cobra Killer
- 1998: Cobra Killer (CD, LP)  Digital Hardcore Recordings (DHR)
- 1998: Right Into A Kick For More (7")  Digital Hardcore Recordings (DHR)
- 2002: The Third Armpit (CD)  Valve Records
- 2002: Heavy Rotation (10")  Monika Enterprise
- 2004: 76/77 (CD, LP)  Monika Enterprise
- 2005: Heavy Rotation (The Grossraumdiskomixes) (12")
- 2005: Das Mandolinenorchester (CD, LP)  Monika Enterprise
- 2009: Uppers & Downers (CD, LP) Monika Enterprise
- 2023: Belly Bossanova (Single)

### Theater
- 2003: Christiane F.micro-musical of Francoise Cactus / Brezel Goering  Stereo Total
- 2006: Peatty Hearst Princess and Terrorist micro-musical of Francoise Cactus/BrezelGoering Stereo Total
- 2007: Liebe ist Heimweh (Festspielhaus Hellerau, Dresden)
- 2009/2010/2011: Der Sumpf-Europa Stunde Null (400asa Sektion Nord / Donaufestival.at, Sophiensaele Berlin, Rote Fabrik Zürich, Reitschule Bern)
- 2011: In der Hölle des Rock ’n’ Roll of Stereo Total (Hebbel Theater Berlin)
- 2011/2012: Mitleid mit dem Teufel (400asa Sektion Nord / Volksbühne Berlin, Perla Mode Zürich, Kaserne Basel)
- 2012/2013: Flow/Wasser (400asa Sektion Nord / Kaserne Basel, Gessnerallee Zürich, Sophiensaele Berlin)
- 2014: Stadt der 1000 Feuer (Alte Feuerwache Mannheim / MiR Gelsenkirchen)
- 2015: El Dschihad (400asa Sektion Nord / Ballhaus Naunynstrasse Berlin)
- 2015: Die Nibelungen (mit Cobra Killer) / (Regie: Sebastian Baumgarten / Staatsschauspiel Dresden)
- 2017/18/19 (Maison du Futur / 400asa / Reithalle Bern, Zürich) BB18
- ab 2021 (Maison du Futur / 400asa / Die Erzählwelt von „Dr. Mabuse“)

Radio
Für den Hörfunksender Reboot FM moderiert und produziert Gina D'Orio seit 2020 monatlich die Sendung Radio D'Orio.